# Примовање
Примовање је феномен у коме излагање једном стимулусу утиче на одговор на следећи стимулус, без свесног вођења или намере. Примовање се односи на позитиван или негативан ефекат брзо представљеног стимулуса (примовање стимулуса) на обраду другог стимулуса (циљног стимулуса) који се појављује убрзо након тога. Уопштено говорећи, стварање ефекта примовања зависи од постојања неког позитивног или негативног односа између примованог и циљног стимулуса. На пример, реч медицинска сестра се брже препознаје после речи доктор него после речи хлеб. Примовање може бити перцептивно, асоцијативно, понављајуће, позитивно, негативно, афективно, семантичко или концептуално. Ефекти примовања укључују препознавање речи, семантичку обраду, пажњу, несвесну обраду и многа друга питања, а повезани су са разликама у различитим системима писања. Истраживања, међутим, тек треба да чврсто утврде трајање ефеката примовања, али њихов почетак може бити скоро тренутан.
Примовање делује најефикасније када су два стимулуса у истом модалитету. На пример, визуелно припремање најбоље функционише са визуелним знацима, а вербално припремање најбоље функционише са вербалним знацима. Али припрема се такође дешава између модалитета, или између семантички повезаних речи као што су „доктор“ и „медицинска сестра“.